# Reliance (Dakota Południowa)
Reliance – miasto w Stanach Zjednoczonych, w stanie Dakota Południowa, w hrabstwie Lyman.